# 安藤実
安藤　実（安藤 實、あんどう みのる、1934年 - ）は、日本の経済学者、財政学者。静岡大学名誉教授、名古屋学院大学名誉教授。

## 経歴
1934年3月、北海道旭川市に生まれる。1958年、早稲田大学第一政治経済学部卒業。1963年、法政大学大学院経済学研究科博士課程修了。同年、東洋経済新報社嘱託。1966年より静岡大学人文学部講師、1976年より教授。1983年、ベルリン経済大学（ドイツ民主共和国）客員教員。1994年、静岡大学人文学部長。1997年、定年退官。同年4月、札幌学院大学経済学部教授。2000年、名古屋学院大学経済学部教授、2004年、同大学院経済経営研究科特任教授を経て2007年3月、退職。2012年11月、瑞宝中綬章受章。

## 主要な著書
- 『満鉄－日本帝国主義と中国』（共著）1965年 お茶の水書房
- 『日本の対華財政投資―漢冶萍公司借款』1967年 アジア経済研究所
- 『ベルリン嵐の日々 1914-1918』（翻訳）1986年 有斐閣
- 『いま税制改革を考える』（共著）1987年　青木書店
- 『シミュレーション税制改革』（共著）1988年 青木書店
- 『消費税の研究』1990年（共著） 青木書店
- 『日本財政の研究』1996年 青木書店
- 『富裕者課税論』2009年（編著）桜井書店